# Eshragh Najafabadi
 (avril 2024).
Eshragh Najafabadi (persan : اشراق نجف‌آبادی; né le 23 mai 1992 à Chiraz) est un coureur cycliste iranien, ayant fait partie de l'équipe nationale iranienne de VTT. Il a été arrêté lors des manifestations de Mahsa Amini en Iran, et a été accusé de participation à l'attaque de Shah Cheragh en 2022. Il a été libéré après trois mois de détention.

## Carrière
Depuis 2003, Najafabadi était impliqué dans le milieu professionnel du cyclisme iranien,. Entre 2009 et 2012, il a remporté le championnat national dans la catégorie Danhil des compétitions de VTT en Iran.

## Arrestations
Il a été arrêté à Shiraz à la fin d'octobre 2022,. Son arrestation a été rapportée dans les médias dix jours après, mais aucune information sur la raison de son arrestation et son lieu de détention n'a été publiée pendant des semaines,. Najafabadi prétendait qu'il avait été torturé à plusieurs reprises et contraint de confesser,.
Le mercredi 14 décembre 2022, l'Agence de presse Tasnim, affiliée aux Gardiens de la Révolution islamique, a diffusé une vidéo des aveux forcés de Najafabadi et d'autres athlètes détenus, accompagnés d'allégations selon lesquelles ils étaient impliqués dans un complot d'attentat à la bombe avorté à Shiraz,. Leurs photos ont été diffusées, montrant certains les yeux bandés et d'autres menottés. Dans ces aveux forcés, Najafabadi a été présenté comme le chef du groupe. Najafabadi a affirmé qu'ils avaient été contraints de faire de faux aveux sous une torture mentale et physique extrême. Selon l'article 48 du Code de procédure pénale, aucun d'entre eux n'avait le droit d'accéder à un avocat au moment de leur arrestation,.
Le 29 janvier 2023, Seyyed Kazem Mousavi, le Chef de la Justice de la province de Fars, a réfuté les allégations de bombardement et a déclaré que l'acte d'accusation dans cette affaire portait sur l'organisation et la collusion dans le but de compromettre la sécurité nationale. Il a également rejeté toutes les accusations liées à la guerre et à la corruption foncière.

### Réactions à l'arrestation
- Theo Francken, ancien ministre de l'Immigration de Belgique et membre du parlement belge, a accepté un parrainage politique[23],[24],[25].
- Elisabeth Winkelmeier-Becker, représentante et présidente de la Commission juridique du Parlement allemand, a accepté un parrainage politique[26],[27].
- Sol Zanetti, membre du Parlement du Québec, a accepté un parrainage politique[28].
- Sawnil Sangeet Kumar, le chef de la Fédération des Sports d'Escalade des Fidji, dans une lettre adressée à la Fédération Mondiale d'Escalade, a appelé à la solidarité avec les athlètes[29].
- Reza Deghati, photojournaliste du magazine National Geographic; Hichkas, un rappeur iranien; et Reza Shokrallahi, un auteur iranien, ont tous appelé au soutien de Najafabadi et des quatre autres détenus dans des publications sur Instagram et Twitter[30],[31].

### Libérer
Najafabadi fut libéré de prison le 6 février 2023 après trois mois.